# تورشسو، گدابی
ترش‌سو (به لاتین: Turşsu، تا ۱۹۹۱ کلیسالی Kilsəli) یک منطقهٔ مسکونی در جمهوری آذربایجان است که در شهرستان گدابیگ واقع شده‌است. ترش‌سو ۲۷۸ نفر جمعیت دارد.